# Richard von Kühlmann
Pour les articles homonymes, voir Kuhlmann.
Richard von Kühlmann né  Richard Kühlmann, le 3 mai 1873 à Constantinople (aujourd'hui Istanbul, Turquie) et mort le 6 ou le 16 février 1948 à Ohlstadt, landkreis (arrondissement) de Garmisch-Partenkirchen, Haute-Bavière), est un diplomate allemand, surtout connu pour avoir été le secrétaire d'État (auj. ministre) des Affaires étrangères de l'Empire allemand, pendant la première Guerre mondiale (d'août 1917 à juillet 1918). A ce titre, il est à la tête de la délégation allemande et le principal négociateur du traité de Brest-Litovsk, qui met fin à la guerre entre l'Allemagne et la jeune République russe soviétique en mars 1918. 
Ensuite, il devient industriel.

## Biographie

### Jeunesse
Richard von Kühlmann naît dans une famille d'industriels de Westphalie. 
Son père, Otto Kühlmann puis von Kühlmann (1834–1915) avocat, premier directeur général de la Société du Chemin de fer Ottoman d’Anatolie, s'investit également en politique. Il épouse la baronne Anna von Redwitz-Schmölz (1852–1924), fille du poète Oskar von Redwitz. Leur fils Richard naît en 1873 à Constantinople. Il est anobli le 15 juin 1892.
Richard Kühlmann passe ses premières années d'enfance dans l'Empire Ottoman, où il fréquente une école allemande. Sous l'influence de son père, il reçoit une éducation exigeante qui le pousse à développer précocement ses capacités linguistiques. Très tôt, le jeune Richard est trilingue en allemand, anglais et français. Pendant ses premiers voyages en Allemagne, il est notablement influencé par les récits historiques de son grand-père. Il étudie le droit aux universités de Leipzig, de Berlin et de Munich.C'est pendant sa période universitaire que son père est anobli.

### Carrière diplomatique (1899-1914)
Après avoir obtenu son grade de docteur en droit (Dr jur.) en 1896, Richard von Kühlmann entre en 1899 au service diplomatique. Agé de 23 ans, il est tout d'abord affecté comme secrétaire de légation à l'ambassade d'Allemagne à Saint-Pétersbourg. Il est ensuite envoyé à la légation allemande à Téhéran, où il prend conscience très rapidement le rapprochement progressif entre le Royaume-Uni et l'Empire russe.
Au moment de la crise de Tanger de 1905, Kühlmann est à la légation de Tanger. Il accompagne l'Empereur Guillaume II lors de la visite impériale à Tanger. Ce déplacement du Kaiser est ressentie comme une provocation par la France, qui considère le Maroc comme partie de sa zone d'influence. Réveillant l'antagonisme Franco-allemand, la crise prend une ampleur internationale mais la guerre est évitée.
Le 25 janvier 1906, Richard von Kühlmann épouse Margarete von Stumm (1884–1917). De ce mariage naitra entre autres le futur politicien Knut von Kühlmann-Stumm, membre du Groupe FDP au Bundestag de 1961 à 1972, puis de la CDU jusqu'en 1976.
En 1908, Kühlmann est nommé conseiller d'ambassade à Londres, où il reste en fonctions jusqu'à l'éclatement de la première Guerre mondiale en 1914. Comme les ambassadeurs von Metternich et von Lichnowsky, il plaide en ce temps pour une conciliation germano-britannique. Selon ses vues, elle devrait survenir sans le moyen de pression de l'armement maritime.
À la fin de 1913, Kühlmann négocie au nom du gouvernement impérial avec des représentants du ministère britannique des Affaires étrangères et des colonies au sujet d'un partage futur des colonies portugaises et belges d'Afrique. L'accord conclu par lui est accepté par le gouvernement de Berlin et signé par le secrétaire d'État aux colonies impériales Wilhelm Solf. Le traité envisage de donner l'Angola, sauf la Rhodésie du Nord, ainsi que Sao Tomé-et-Principe à l’Allemagne tandis que le Royaume-Uni recevrait le sud du Mozambique.

### Première Guerre mondiale

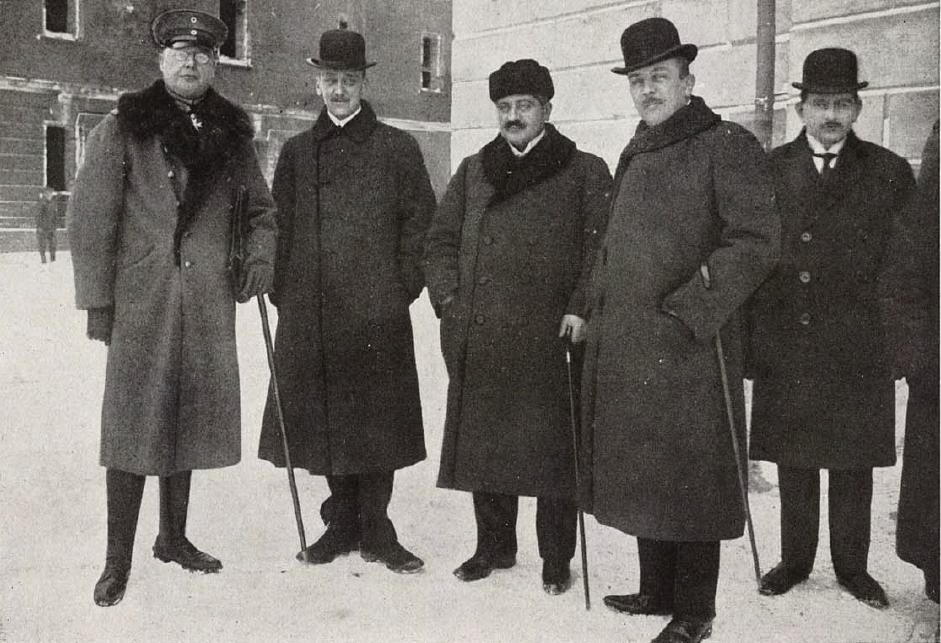
Richard von Kühlmann avec le général allemand Max Hoffmann, le ministre des Affaires étrangères austro-hongrois Ottokar Czernin et le ministre de l'Intérieur de l'empire ottoman Talaat Pacha, à Brest-Litovsk.

Après de brèves affectations en Suède et aux Pays-Bas, Kühlmann est envoyé comme ambassadeur à Constantinople d'octobre 1916 au 4 août 1917. Il perd son épouse en juin 1917.
Du 5 août 1917 au 9 juillet 1918, il exerce les fonctions de secrétaire d'État aux Affaires étrangères et négocie pour le gouvernement civil du Reich la paix séparée avec l’Ukraine contre des approvisionnements, en marge du traité de paix avec la Russie bolchevique, à Brest-Litovsk. Il se montre alors mesuré par rapport au Troisième commandement suprême de l’armée (OHL), sans pour autant obtenir le succès escompté.
Kühlmann repousse les exigences d'Erich Ludendorff demandant la reconnaissance officielle de la Livonie, de l'Estonie et de la Géorgie et le déplacement de la frontière orientale du Reich, en infraction par rapport au traité de paix avec la Russie soviétique, mais il ne peut convaincre par son argumentation que la grande puissance russe développera toujours un besoin d'expansion vers les provinces baltes,. C'est dans ce sens qu'il s'exprime le 9 mars 1918 face au chancelier Georg von Hertling : « Une séparation complète entre la Russie et la mer Baltique, avec la menace permanente de la proximité immédiate de sa capitale à la mer, forme une situation qui ne peut que créer une opposition permanente entre Allemagne et Russie, et conduire à une future guerre. » Kühlmann voit avec scepticisme les plans ambitieux d'expansion des généraux allemands vers l'est : « Plus cela va mal pour eux à l'ouest, plus ils deviennent fous à l’est. »
L'exécution du traité de Brest-Litovsk est marquée par des querelles sévères entre Kühlmann d'une part et le commandement militaire (OHL), particulièrement Ludendorff, d'autre part. Le concept pour l'est de Kühlmann est d'aucun engagement militaire à l'est mais plutôt une concentration de toutes les forces à l'ouest, en tenant compte de l'Autriche-Hongrie, de l'opinion publique en Allemagne et de l'offensive déterminante à l'ouest.
Dans ce cadre, il se défend contre une reprise prônée par Ludendorff des hostilités avec la Russie, qui, aux yeux de Kühlmann, ne représente pas une menace militaire. Kühlmann combat l'idée de l'état-major (OHL) et de l'empereur Guillaume d'éliminer le bolchevisme par une marche sur Saint-Pétersbourg.
Son argument principal est que c'est précisément grâce au bolchevisme que la Russie se trouve dans un état de faiblesse et de paralysie militaire, favorables à l’Allemagne. En outre, d'après Kühlmann, la domination des bolcheviks, à côté de leurs dissensions internes, garantit le prolongement de l'incapacité de la Russie à se réunifier. Cette évaluation le conduit à juger que les puissances occidentales ne pourront jamais prendre une Allemagne renforcée par le potentiel de la Russie, mais au contraire, une politique allemande d'expansion et d'annexion vers l'est les inciterait à poursuivre la guerre à outrance.
Le fait que la Wilhelmstrasse (Ministère des Affaires étrangères) finira par s'imposer contre l'OHL dans son refus d'une intervention en Russie révolutionnaire repose moins sur l'argumentation de Kühlmann que sur le fait que les combats sur le front de l'ouest ne laissent plus assez de troupes pour une telle intervention.
En été 1918, Kühlmann, partisan d'une paix de compromis, essaie de provoquer des négociations secrètes avec Sir William Tyrrell aux Pays-Bas pour préparer une fin supportable à une guerre, qu'il n'estime plus devoir être victorieuse. L'empereur Guillaume II, qui a d'abord accueilli l'idée avec bienveillance, la rejette sous la pression du haut état-major. Après un discours au Reichstag le 24 juin 1918, où Kühlmann exprime prudemment ses doutes sur une victoire purement militaire et fait allusion à un compromis avec le Royaume-Uni par voie de négociation, le haut état-major exige sa démission.

### Retraite
Après la guerre, Kühlmann se retire du service diplomatique, écrit des livres et administre ses biens à Ohlstadt. En outre, comme fondé de pouvoirs de la famille Stumm, il participe à de nombreux conseils d'administration dans l'industrie sidérurgique.
Il se remarie le 4 mars 1920 Marie-Anne von Friedlaender-Fuld (1892−1973), la fille de l’industriel Fritz von Friedlaender-Fuld (1858–1917) et de Milly Fuld (1875–1926), la correspondante du poète  Rainer Maria Rilke mais divorce le 13 avril 1923 à Munich.
En 1928, Kühlmann prend la présidence du Deutsches Kulturbund (ligue culturelle allemande).
Dès 1932, Kühlmann rassemble des matériaux pour ses mémoires, mais ce n'est qu'au plus tôt en 1939/1940 qu'il commence à travailler dessus de manière intensive. Ses archives privées brûlent pendant un bombardement à Berlin en novembre 1943. Il a pu emporter une partie de sa collection d'œuvres d'art en sécurité hors de Berlin. Kühlmann termine son manuscrit en septembre 1944. 
Comme de nombreux responsables de l’Empire et de la République de Weimar, il est emprisonné en octobre 1944 après avoir été soupçonné d'avoir participé au complot du 20 juillet 1944 contre Hitler. La Gestapo confisque les derniers documents qu'il conservait. 
Ce n'est qu'à l'été 1947 qu'il peut donner le manuscrit à l'éditeur. Il n'en voit pas la parution puisqu'il meurt en février 1948 avant la présentation des premières corrections.
Né aux commencements triomphants de l'Empire Allemand, Richard von Kühlamnn s'éteint dans une  Allemagne vaincue et en ruine occupée par les armées des vainqueurs.
Wolfgang Schadewaldt en fait le portrait suivant :
« Richard von Kühlmann a toujours été une tête spirituellement ouverte, aux intérêts multiples, excellent connaisseur de la littérature et habile amateur d'art […] Son aisance en société, son don de la conversation, apparaissaient au premier plan non seulement dans les cercles de la cour ou en diplomatie, mais ils lui ont toujours suscité la sympathie et l’amitié. La conduite des discussions politiques était le côté le plus fort de son être : il recherchait l'expression ouverte […] Il lui manquait la grande passion politique, qui cherche à s'imposer à tout prix, et parvient ainsi à son but. Il voit ce qui est nécessaire, essaie de le réaliser au-delà et malgré la résistance de facteurs décisifs, mais il se met de côté en cas d'échec. Il ne se ressent pas comme un combattant […] »

## Œuvres choisies
- Anonyme (en collaboration avec le journaliste Hans Plehn) : Deutsche Weltpolitik und kein Krieg! Puttkammer & Mühlbrecht, Berlin 1913.
- Gedanken über Deutschland. Paul List, Leipzig 1931
- Die Diplomaten. Reimar Hobbing, Berlin 1939.
- Erinnerungen. Lambert Schneider, Heidelberg 1948.